# 明昇
明 昇（めい しょう、1356年 - 1393年）は、元末に成立した夏の第2代皇帝。

## 生涯

### 幼帝期の混乱
天統4年（1366年）、太祖明玉珍の崩御に伴い即位し開熙と改元した。即位時は僅か10歳であり、母の彭太后による摂政が行われたが、重臣たちをうまく統御する事はできなかった。
まず六卿の司馬だった万勝が同じく司空の張文炳を暗殺し、今度は張文炳と親しかった太祖の養子の明昭が万勝を殺した。このまま混乱が連鎖的に激化するかに思われたが、この時は宰相の戴寿の献策で明昭を処刑して何とか事なきを得た。しかしこの事件で六卿のうち二卿を失い、さらに3年後には国内制度を整備してきた劉楨が死去したことで、順帝は建国時の6人の重臣のうち3人までを失ってしまった。

### 明との関係悪化
外交面では太祖の政策を継承して朱元璋との友好関係の維持に努めた。太祖が死んだ時にも相互に使者を送り、開熙2年（1368年）に北伐を起こした朱元璋が大都を攻略した時にも祝賀の書を送っている。しかし北伐を終えた時期から明（朱元璋）側の対応が変わってきた。
まず開熙3年（1369年）、朱元璋は順帝に方物（特産品）の献上を求めてきた。順帝がこれに応ずると朱元璋は朝貢への返答同様に璽書を送ってきた。さらにその年の冬、朱元璋は平章の楊璟を使者として順帝に帰順を勧めてきた。順帝がこれを断ると楊璟は陳友諒等の例を挙げながら、世の中の流れを見れば抵抗するよりも帰順する事の方が良いと諭すが、結局夏はこれを拒否した。これ以降、夏と明は断交状態になり、開熙4年（1370年）に朱元璋が雲南征伐の折に使者を送っても、夏は返書を送る事はなかった。

### 明の侵攻と夏の滅亡
開熙5年（1371年）正月、明が夏遠征軍を送り出した。遠征軍は二手に分かれており、湯和・廖永忠等の水軍が瞿塘峡経由で重慶を目指し、傅友徳・顧時等の陸上部隊は甘粛方面から成都を目指した。
この時期はまだココ・テムルなど明に抵抗できている勢力もあった事から、夏の朝廷でも戴寿を始め主戦論に傾いており、瞿塘峡を拠点とした防衛戦を行う事になった。しかし夏軍が瞿塘峡で大敗し、明軍が夔州さえ陥落させると、怖がった順帝は成都に逃げ出した。
そこへ来て明軍の破竹の勢いに怯えた彭太后が降伏を主張したため、順帝は降伏し夏は滅亡した。

### 高麗へ
降伏した明昇らは明の都の応天府に移送され処分を待つが、幼少である事を理由に許され、帰義侯の爵位と応天府に邸宅を与えられた。この時点ではまだ夏の遺臣の一部が明に抵抗していたが、それも全て討伐された洪武5年（1372年）、明昇は陳漢の皇帝であった陳理と共に高麗に移された。
高麗に着いた明昇らは恭愍王から延安・白川両県の土地と俸給、さらには松都（開京、現在の開城）北部の興国寺を邸宅として与えられた。また明昇はこの地で高麗の総郎尹熙王の娘坡平尹氏と結婚し、4人の男子が生まれた。
また明昇は李成桂と付き合いが深く、いつも一緒に碁を打っていた。後に李成桂が明から権知朝鮮国事に封じられた時に明昇の母彭氏が手縫いの龍袍を贈ると、感激した李成桂は感謝の印として明昇を華蜀君に封じて「忠勲世禄」(忠勲による代々の禄)を与えた。また彭氏が亡くなると松都の万寿山に手厚く埋葬した。

### 子孫
明昇の4人の子は、
- 長男：明義、資憲公・資憲大夫
- 次男：明見、総郎公・嘉靖大夫
- 三男：明俊、副使公・嘉靖大夫
- 四男：明信、侍郎公・通訓大夫

とみな朝鮮王朝の高官として活躍し、その末裔である西蜀明氏・延安明氏・南原昇氏は後世の朝鮮における名家となった。